# Galloperdix
Galloperdix Blyth, 1845 è un genere di uccelli galliformi della famiglia dei Fasianidi.

## Tassonomia
Comprende le seguenti specie:
- Galloperdix bicalcarata (J.R.Forster, 1781) - gallopernice di Sri Lanka
- Galloperdix lunulata (Valenciennes, 1825) - gallopernice pittato o gallopernice dipinto
- Galloperdix spadicea (J.F.Gmelin, 1789) - gallopernice rosso